# Puchar Europy w Lekkoatletyce 1998
19. Puchar Europy w lekkoatletyce – międzynarodowe zawody lekkoatletyczne, które odbyły się w weekend 27 - 28 czerwca 1998. Puchar Europy był organizowany przez Europejskie Stowarzyszenie Lekkoatletyczne.

## Superliga
Zawody Superligi Pucharu Europy odbyły się w Petersburgu w Rosji. Wśród mężczyzn zwycięstwo odniosła reprezentacja Wielkiej Brytanii, a wśród pań pierwsze miejsce zajęły Rosjanki.

### Tabela końcowa
| Pozycja | Reprezentacja   | Punkty |
| ------- | --------------- | ------ |
| 1       | Wielka Brytania | 111    |
| 2       | Niemcy          | 108,5  |
| 3       | Rosja           | 102    |
| 4       | Włochy          | 101    |
| 5       | Francja         | 89,5   |
| 6       | Czechy          | 87     |
| 7       | Hiszpania       | 67,5   |
| 8       | Finlandia       | 52,5   |

| Pozycja | Reprezentacja   | Punkty |
| ------- | --------------- | ------ |
| 1       | Rosja           | 124    |
| 2       | Niemcy          | 108    |
| 3       | Francja         | 93     |
| 4       | Czechy          | 89     |
| 5       | Wielka Brytania | 81     |
| 6       | Włochy          | 78     |
| 7       | Ukraina         | 64     |
| 8       | Słowenia        | 45     |